# Kaspar Gretter

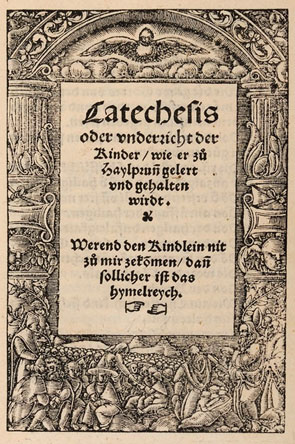
Gretters Heilbronner Katechismus von 1528 zählt zu den ältesten lutherischen Katechismen.

Kaspar Gretter (später auch Gräter oder Greter; * um 1501 in Gundelsheim; † 21. April 1557 in Stuttgart) war ein deutscher Theologe und Reformator.

## Leben
Gretter wurde in Gundelsheim am Neckar als Sohn des Jacob Gretter, pfalzgräflicher Schultheiß zu Obrigheim am Neckar, geboren und besuchte wohl die Schule in Wimpfen. Ab 1520 studierte er an der Universität Heidelberg, wo er 1522 das Bakkalaureatsexamen bestand, dann jedoch vor der Erlangung des Magistertitels sein Studium abbrach. Danach war er kurzzeitig Schulmeister beim Rheingrafen zu Morchingen im Waßgau und kam dann zu dem reformatorisch gesinnten Dietrich von Gemmingen († 1526) auf Burg Guttenberg, bei dem bereits sein Vater dreizehn Jahre in Diensten stand und wo er Prediger und andere in Hebräisch unterrichtete. Nach Dietrichs Tod kam Gretter 1526 nach Hall zu Johannes Brenz. 
Über Empfehlungsschreiben der Brüder Dietrichs von Gemmingen, des Johannes Brenz und außerdem des speyerischen Hofmeisters Philipp von Helmstatt und eines Erhart von Rossaw wurde Gretter 1527 Rektor der Heilbronner Lateinschule. Er übte dieses Amt über sechs Jahre aus. In dieser Zeit hat er insbesondere den Griechisch-Unterricht an der Schule eingeführt und gemeinsam mit Johann Lachmann die Reformation in Heilbronn vorangetrieben, indem er den von Lachmann begonnenen Heilbronner Katechismus von 1528 vollendete. 1530 erschien in Nürnberg eine weitere Schrift Gretters, 1531 gab er in Ettlingen drei Psalmen und ein Kirchengebet heraus, 1532 war er lateinischer Übersetzer einer Brenz-Schrift über Ehesachen. 
1533 verließ er Heilbronn, wo er um 1527 Anna Zehe († 1541) geheiratet hatte, um in Heidelberg Theologie zu studieren. Nachdem er am 10. Februar 1534 Magister geworden war, nahm er im Herbst desselben Jahres das Pfarramt in Herrenberg an, wo er die Reformation durchführte und einen weiteren, auf Martin Luther und Johannes Brenz gestützten Katechismus veröffentlichte. Im September 1537 wurde er zum Götzentag nach Urach berufen, wo über die Abschaffung des Bildschmucks in Kirchen beraten wurde und wo Gretter eine vermittelnde Position einnahm. Kurz darauf kam Gretter nach Cannstatt, wo er Pfarrer und Diakon war. Ab 1540 war er Hofprediger bei Herzog Ulrich in Stuttgart, musste jedoch nach einer umstrittenen Predigt 1542 aus der Stadt fliehen. 
Er fand bei seinen alten Dienstherren, den Herren von Gemmingen, auf Burg Guttenberg vorübergehendes Asyl und erhielt auch mehrere neue Stellenangebote, konnte dann jedoch auf Intervention von Georg von Ow nach Stuttgart zurückkehren, wo künftig seine Stellung am Hofe Herzog Ulrichs gefestigt war. Nach Ulrichs Tod 1550 blieb Gretter unter dessen Nachfolger Christoph Hofprediger, auch als der Hof wegen des Schlossneubaus von 1551 bis 1553 nach Tübingen verlegt wurde. In dieser Zeit war Gretter Herausgeber eines weiteren Brenz-Katechismus und außerdem einer der drei geistlichen Räte der württembergischen Oberkirchenbehörde. Gretter heiratete nach dem Tod seiner ersten Frau ein weiteres Mal und starb am 21. April 1557 in Stuttgart an einem Schlaganfall.

## Werkauswahl
(Für eine vollständige Übersicht seiner erhaltenen Werke siehe das Verzeichnis der im deutschen Sprachbereich erschienenen Drucke des 16. Jahrhunderts)
- Catechesis oder vnderricht der Kinder, wie er zu Haylbrunn gelert und gehalten wirdt. 1528
- Das der Christlich Glaub der einich, gerecht vnd warhafftig sey. Nürnberg 1530.